# Брюс Пеннінгтон
Брюс Пеннінгтон (нар. 10 травня 1944, Сомерсет, Англія) — британський художник, найбільш відомий за обкладинками наукової фантастики та фентезійних романів. Роботи Пеннінгтона використовуються в якості обкладинок романів Айзека Азімова, Кларка Ештона Сміта та Роберта А. Гайнлайна, застосовуючи як наукову фантастику, так і фантастичні теми. Його минуле спекуляцій та юнацького дива призвели до його нинішньої дивовижної форми та стилю. 
Роботи Пеннінгтона вирізняються яскравими, сміливими кольорами. Зображаючі пейзажі інших часів або світі, він часто використовує насичені рожеві та блакитні кольори, точні мазки пензля, гармонійне поєднання пігментів, приділяючи особливу увагу деталям зображень. 
Пеннінгтон навчався в Равенсборнській школі мистецтв у Бромлі на початку 1960-х років. Почав працювати позаштатним ілюстратором у 1967 році . У 1976 році Paper Tiger Books опублікувала графічний альбом (розміру LP) Eschatus, в якому були використані картини Пеннінгтона, натхненні пророцтвами Нострадамуса. У 1991 році вони випустили графічний альбом Ultraterranium, який включав в себе численні приватні та комерційні роботи.

## Обрані роботи
- Дюна Френка Герберта
- Месія Дюни Френка Герберта
- Діти Дюни Френка Герберта
- Бог-імператор Дюни Френка Герберта
- Єретики Дюни Френка Герберта
- Капітула Дюни Френка Герберта
- Тінь ката Джина Вулфа (премія BSFA 1981 року)